# Az üresfejű
Az üresfejű (eredeti cím: Meet Dave) 2008-ban bemutatott amerikai filmvígjáték, melyet Bill Corbett és Rob Greenberg forgatókönyvéből Brian Robbins rendezett. A főbb szerepekben Eddie Murphy, Elizabeth Banks, Gabrielle Union, Ed Helms, Scott Caan és Kevin Hart látható.
Az Amerikai Egyesült Államokban 2008. július 11-én bemutatott film bevételi és kritikai szempontból is megbukott, emellett két Arany Málna-jelölést szerzett.

## Cselekmény
Egy csapat emberszerű, kicsiny, földön kívüli humanoid a Földre érkezik a Nil bolygóról, mert sóra van szükségük a planétájuk energiakrízisének megoldásához. A lények szokatlan járműve a kapitányuk külsejével megegyező, földi emberekével azonos méretű test, amit később „Dave”-nek keresztelnek el, ezzel igyekeznek elvegyülni, hogy megszerezzék a só begyűjtéséhez szükséges eszközüket, amit korábban egy kiskamasz tett el, miután az a szobájába csapódott. „Dave” megismerkedik vele és az őt egyedül nevelő anyjával, a találkozás hatására a  lények is átértékelik az addigi terveiket, miközben próbálnak nem lebukni a hatóságok előtt, csakhogy az emberkülsejű űrhajó-robottal sorra fura, komikus helyzetbe keverednek.

## Szereplők
| Szerep                     | Színész           | Magyar hang       | Leírás                                                                                         |
| -------------------------- | ----------------- | ----------------- | ---------------------------------------------------------------------------------------------- |
| Dave Ming Cheng / Kapitány | Eddie Murphy      | Dörner György     | Dave nevet kapott, ember kinézetű űrhajó és annak kapitánya                                    |
| Gina Morrison              | Elizabeth Banks   | Huszárik Kata     | New York-i anya, aki egyedül neveli gyermekét                                                  |
| 3-as Kulturális felelős    | Gabrielle Union   | Nemes Takách Kata | Az űrhajó kulturális felelőse, a kapitány egyik helyettese, később szerelmes lesz a kapitányba |
| Dooley rendőr              | Scott Caan        | Seszták Szabolcs  | Babonás rendőr, aki nyomoz az idegenek után, Knox társa                                        |
| 2-es Másodparancsnok       | Ed Helms          | Maday Gábor       | A hajó másodparancsnoka, aki puccsal egy időre átveszi az űrhajó parancsnokságát               |
| 17-es                      | Kevin Hart        | Kossuth Gábor     | Technikus az űrhajón                                                                           |
| Knox rendőr                | Mike O'Malley     | Juhász György     | Dooley szkeptikus rendőrtársa                                                                  |
| Gépész                     | Judah Friedlander | Fesztbaum Béla    | Gépész az űrhajón                                                                              |
| Mark Rhodes                | Marc Blucas       | Szatmári Attila   | Gina udvarlója                                                                                 |
| Josh Morrison              | Austyn Myers      | Glósz András      | Gina kisfia, aki segít Dave-nek                                                                |

## Díjak és jelölések
- Arany Málna díj
  - jelölés: 2009 – legrosszabb filmes páros (Eddie Murphy és Eddie Murphy)
  - jelölés: 2009 – legrosszabb férfi főszereplő (Eddie Murphy)
  - díj: 2010 – Az évtized legrosszabb színésze (Eddie Murphy a következő filmek miatt: Az üresfejű, Én, a kém, Pluto Nash – Hold volt, hold nem volt…, Norbit, Seholország és Showtime – Végtelen és képtelen)

## Fordítás
- Ez a szócikk részben vagy egészben  a   Meet Dave című angol Wikipédia-szócikk fordításán alapul.  Az eredeti cikk szerkesztőit annak laptörténete sorolja fel. Ez a jelzés csupán a megfogalmazás eredetét és a szerzői jogokat jelzi, nem szolgál a cikkben szereplő információk forrásmegjelöléseként.